# Bangbros.com
Bangbros.com (deutsch in etwa Bumsbrüder) ist ein Unternehmen mit Sitz in Miami, Florida, das mehrere kostenpflichtige pornografische Websites betreibt, die Tausende von Sexszenen enthalten. Hierzu gehören insbesondere die seit 2001 bestehende Website Bang Bus (bzw. Bangbus); weitere Websites im sogenannten Bangbros Network sind unter anderem Ass Parade; Big Mouthfuls; Big Tits, Round Asses; MILF Lessons; Pawg; Monsters of Cock und Tugjobs. Die über die Websites anseh- und herunterladbaren Pornofilme, die im Gonzo-Genre angesiedelt sind, werden von einer Tochterfirma (Bang Productions) auch auf DVD herausgebracht und erhielten bei den AVN Awards schon mehrfach Preise als beste Amateurserie.

## Filme
Die Filme werden meistens in Miami, Saint Petersburg oder anderen Städten in Florida gedreht. Viele Filme der Firma laufen nach einem ähnlichen Schema ab: Zunächst spricht einer der Bangbros-Darsteller zusammen mit dem Kamerateam eine scheinbar zufällige Passantin auf der Straße an. Die Frauen werden dann unter einem Vorwand zu einem Drehort (im Fall von Bang Bus ein Kleinbus) gelockt, oft wird ihnen in den Filmen Geld geboten. Dort werden sie zunächst zu einem Striptease, dann zu Oralsex überredet. In diese Handlung wird meist neben dem eigentlichen Darsteller auch das Kamerateam mit einbezogen. Anschließend geht die Handlung in den vaginalen und analen Geschlechtsverkehr über; hierbei tritt das Kamerateam in den Hintergrund. Die Darstellerinnen werden auf verschiedenen Websites eingesetzt, und viele erfolgreiche Pornodarsteller sieht man immer wieder in den Serien auftauchen, wie zum Beispiel Sara Jay und Flower Tucci oder auch Ron Jeremy.
Tatsächlich handelt es sich dabei um inszenierte Szenen, die durch amateurähnliche Produktionsmethoden einen gewissen Grad an Voyeurismus unter der Kundschaft bedienen sollen. Nach Recherchen des in Miami ansässigen Lokalfernsehsenders Local 10 werden die Darstellerinnen über Kleinanzeigen rekrutiert. Sie schließen einen Vertrag mit der Produktionsfirma Ox Ideas ab, der dieser die Rechte an den Szenen gibt, und erhalten 700 US-Dollar Bargeld pro Sexszene. Ein Darstellerpaar erhielt nach Recherchen der Miami New Times 1200 US-Dollar.
Der Miami New Times zufolge soll das Unternehmen nur an dieser Szene, für die es 1200 Dollar Honorar an die Darsteller gezahlt hatte, in wenigen Wochen bereits 50.000 US-Dollar verdient haben. Local 10 zufolge werden die Websites, vorsichtig geschätzt, mindestens 100.000 mal am Tag aufgerufen. Alexa Internet führt die Website bangbros.com unter den Top 500 aller Websites nach Seitenaufrufen.

## Strafverfahren
Im Juni 2005 wurde gegen BangBros Inc von der US-Bundeshandelskommission wegen Verstößen gegen Verbraucherschutzgesetze (u. a. das sogenannte CAN-SPAM Act of 2003) ein gerichtliches Verfahren eingeleitet. Das Unternehmen verstieß dabei gegen eine Richtlinie, die besagt, dass per E-Mail unverlangt versandte Werbung (Spam) im Betreff durch den Hinweis „sexually explicit“ gekennzeichnet werden muss. Das Verfahren wurde nach einer Zahlung von 650.000 Dollar, sowie der Einverständniserklärung, die Werbeabläufe in Zukunft überwachen zu lassen, eingestellt.

## Auszeichnungen
Auswahl von Auszeichnungen 2006 bis 2010: 
- AVN Awards 2006: Best Amateur Series (Bangbus); Best Amateur Release (Bangbus 6)
- AVN Awards 2007: Best Amateur Release (Bangbus 9)
- AVN Awards 2008: Best Gonzo Series (Bangbus)
- Urban X Award 2009: Best Company Website (bangbros.com)
- AVN Awards 2010: Best Adult Website (bangbros.com)